# Aperts syndrom
Aperts syndrom, även kallat akrocefalosyndaktyli typ 1 och ACS1, är ett medfött kraniofacialt missbildningssyndrom omfattande missbildningar i skall- och ansiktsskelett samt sammanvuxna fingrar och tår, syndaktyli. Vanligt är även andra skelettmissbildningar, nedsatt rörlighet i leder, balansrubbningar, andningssvårigheter, ögon- och öronproblem. Intellektuell funktionsnedsättning kan förekomma. De individuella variationerna på symtom och svårighetsgrad mellan personer som har syndromet är mycket stor varvid individernas funktionsnedsättning varierar kraftigt. Syndromet beskrevs första gången 1906 av den franske barnläkaren Eugène Apert (1867 – 1940).

## Allmänt
Den franske barnläkaren Eugène Apert beskrev 1906 nio barn med en viss typ av skall- ansikts-, fot och handmissbildningar.  Syndromet här därmed fått namn efter honom. Acrocephalosyndactyli av acro (grek) = båge, topp , kephale (grek) = huvud samt daktylos (grek) = finger beskriver det toppiga huvud som personer med syndromet ibland har samt deras sammanfogade fingrar och tår.
Syndromet orsakas i de flesta fall av en mutation i en gen på kromosompar tio. Denna gen har betydelse för skelettillväxten då den kodar fibroblasttillväxtfaktor receptor 2 (Fibroplastic growth factor receptor-2, FGFR2) Genförändringen innebär bl.a. att en viss celltyp som skall försvinna och möjliggöra delning av fingrar inte gör det, varvid fingrarna ej delas utan växer vidare sammanvuxna.
Syndromet är autosomalt dominant vilket innebär att en bärare av det riskerar att föra det vidare med 50% risk. Barn till personer med Aperts syndrom, men som ej har syndromet, kan ej föra det vidare. Förekomsten är ca 1/100 000 vilket innebär att det i Sverige föds ca 2 barn på en treårsperiod.
En ökad ålder hos fadern anses vara en riskfaktor för att få barn med Aperts syndrom .

## Symtom
Symtomen kännetecknas av en kombination av skelettmissbildningar omfattande skalle, ansikte, fingrar och tår. Även andra delar av skelettet är involverat. 
- Skallen är toppig och bred beroende på en för tidig slutning på en av skallbenets sömmar (Coronalsuturen)
- Mellanansiktet är dåligt utvecklat och överkäken är liten. Detta medför att ögonhålorna är grunda och ögonen blir utstående
- Sammanväxningar av tår och fingrar leder till en försämrad grov- och finmotorik och en allmänt sen motorisk utveckling.
- Fingrarna saknar ofta leder, vilket innebär att greppförmågan är nedsatt.[4]
- Förändringar i fötterna leder till rörelseproblem och svårigheter att gå. [5]
- Gommen är ofta hög och smal. Ibland förekommer en spalt i den mjuka gommen. Detta kan medföra svårigheter vid ätande och även en försvårad talutveckling som även hänger samman med övriga skelettmissbildningar i ansiktet
- Andningsproblem beroende på trånga luftvägar.[6]
- Sammanväxningar i halskotpelaren, omfattande halskota C V-C VI.
- Nedsatt rörlighet i leder i axel och fotleder
- Hörselproblem. Nedsatt hörsel under uppväxten är vanligt beroende på återkommande öroninflammationer, men den kan även kvarstå upp i vuxenåldern. [7]
- Ökad infektionskänslighet
- Mental påverkan och utvecklingsstörning är vanligt förekommande. [8][9]
- Hudförändringar karaktäriserade av ökad svettning (hyperhidros), sammanvuxna naglar (synonychia), sköra naglar, ökad akne i puberteten, låg pigmentering, mm. [10]

## Behandling och åtgärder

### Medicinsk behandling
Barnets första år präglas till stor del av medicinska insatser. Kontakterna med olika medicinska experter är många. Barnet genomgår under sin uppväxt ett stort antal korrigerande operationer av skall- och ansiktsskelett. Tandreglering och käkkirurgi kompletterar den plastikkirurgiska behandlingen i avsikt att skapa en god funktion och ett förbättrat utseende. Händer och fötter opereras för att uppnå en så optimal funktion som möjligt. Under denna tid är det av stor betydelse att ha god kontakt med habiliteringsverksamheten.

### Pedagogik
I skolåldern är det mer fokus på barnets behov av speciella stödåtgärder för att underlätta skolgången. Ofta har barnen rätt till mottagande i särskolan. 

### Arbetsliv
Svårigheterna försvinner inte i och med att man slutat skolan, som vuxen är det social stödet och stöttningen i arbetslivet extra viktigt

## Stöd
Då syndromet medför omfattande funktionsnedsättningar för individen är behovet av stöd till personer med och familjer som har med syndromet stort. Många är berättigade till stöd via Lagen om Stöd och Service till vissa funktionshindrade (LSS).
Stöd fås även genom Apertföreningen som är en patientförening som har till syfte att ge stöd åt barn och vuxna med Aperts syndrom och deras anhöriga